# Mary, Scherrie & Susaye
Mary, Scherrie & Susaye è l'ultimo album del gruppo musicale statunitense The Supremes pubblicato dalla Motown Records nel 1976.

## Tracce

### Lato A
1. You're My Driving Wheel (Brian Holland, Reginald Brown, Stafford Floyd, & Harold Beatty)
2. Sweet Dream Machine (Harold Beatty, Brian Holland, Edward J. Holland Jr. & Marcus Miller)
3. Let Yourself Go (Brian Holland, Edward J. Holland Jr., & Harold Beatty)
4. Come Into My Life (Brian Holland, Edward J. Holland Jr., Richard Davis)

### Lato B
1. We Should Be Closer Together (Janie Bradford, Freddie Gorman, Barbara Gaines, & Brian Holland)
2. I Don't Want to be Tied Down (Brian Holland, Edward J.Holland Jr., Richard Davis)
3. You Are the Heart of Me (M.L. Smith & Edward J.Holland Jr.)
4. Love, I Never Knew You Could Feel So Good (Stafford Floyd, Reginald Brown, Richard Davis, & Brian Holland)

## Singoli
- You Are My Driving Wheel/You're What's Missing in My Life (Motown 1407, 30 settembre 1976)
- Let Yourself Go/You Are the Heart of Me (Motown 1415, 25 gennaio 1977)
- Love I Never Knew You Could Feel So Good/This Is Why I Believe in You (Tamla-Motown 1064, marzo 1977, solo nel Regno Unito)